# Monte Grande (Argentina)
Monte Grande è una città dell'Argentina, capoluogo del partido di Esteban Echeverría nella provincia di Buenos Aires.

## Geografia
Monte Grande è situata a 28 km a sud della capitale Buenos Aires ed è inserita nell'area meridionale della grande conurbazione bonaerense.

## Infrastrutture e trasporti

### Strade
La principale via d'accesso alla città è l'autostrada Ezeiza-Cañuelas. Monte Grande è attraversata dalla strada nazionale 205, che unisce la parte sud della conurbazione bonaerense con l'interno della provincia di Buenos Aires.

### Ferrovie
Monte Grande è servita da una propria stazione ferroviaria posta lungo la linea suburbana Roca, che unisce la capitale argentina con le località del sud e dell'est della sua conurbazione.